# Mattias Andersson
Pour les articles homonymes, voir Andersson.
Ne doit pas être confondu avec Kim Andersson, Kent-Harry Andersson ou Magnus Andersson.

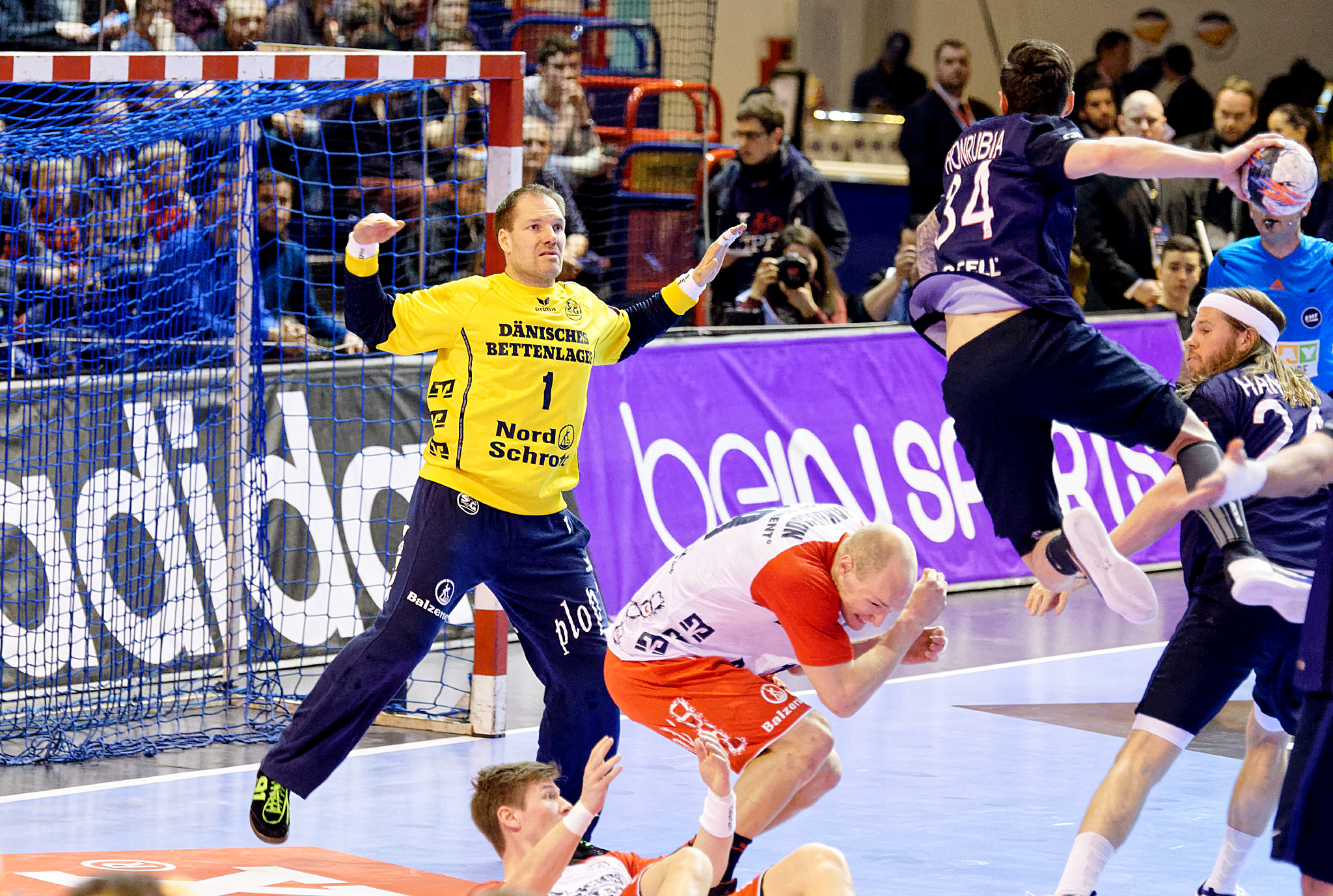
Mattias Andersson avec Flensburg en 2016.

Mattias Andersson, né le 29 mars 1978 à Malmö, est un joueur international puis entraîneur suédois de  handball. Il évoluait au poste de gardien de but.

## Palmarès

### Club
compétitions internationales
- Ligue des champions (C1) (3) : 2007, 2014 et 2020
- Coupe des Coupes (C2) (1) : 2012
- Coupe de l'EHF (C3) (2) : 2002, 2004

compétitions nationales
- Champion d'Allemagne (6) : 2002, 2005, 2006, 2007, 2008, 2021
- Coupe d'Allemagne (3) : 2007, 2008, 2015
- Supercoupe d'Allemagne (3) : 2005, 2007, 2013

### Sélection nationale
Jeux olympiques
- Médaille d'argent aux Jeux olympiques de 2012 à Londres
- 11e place aux Jeux olympiques de 2016 à Rio de Janeiro

Championnats d'Europe
- Médaille d'or au Championnat d'Europe 2000 en Croatie
- 12e place au Championnat d'Europe 2012 en Serbie
- 7e place au Championnat d'Europe 2014 au Danemark
- 8e place au Championnat d'Europe 2016 en Pologne

Championnats du monde
- 4e place au Championnat du monde 2011 en Suède
- 10e place au Championnat du monde 2015 au Qatar

Autres
- Médaille d'or au Championnat d'Europe jeunes en 1997 en Estonie
- Médaille d'argent au Championnat du monde junior en 1999 (da) au Qatar

### Distinction personnelle
- Élu meilleur gardien du Championnat d'Europe jeunes en 1997
- Élu meilleur gardien du Championnat du monde junior en 1999 (da)
- Élu meilleur gardien du championnat de Suède 2000-2001
- Élu meilleur gardien du Championnat d'Allemagne en 2001-2002
- Élu meilleur handballeur de la saison en Suède en 2013-2014